# Чжэндин
Чжэнди́н (кит. упр. 正定, пиньинь Zhèngdìng) — уезд в городском округе Шицзячжуан на юге провинции Хэбэй (КНР).

## История
В период Чуньцю в этих местах находилась столица княжества Сяньюй (鮮虞), которое впоследствии развилось в царство Чжуншань и в 408 году до н. э. было захвачено царством Вэй, сделавшего его своим вассалом, а в 296 году до н. э. было уничтожено царством Чжао.
После того, как Цинь Шихуанди впервые объединил все китайские земли в единую империю, в этих местах был создан уезд Дунхэн (东垣县). После образования империи Хань он был переименован в Чжэньдин (真定县) и подчинён округу Хэншань (恒山郡). После того, как в 179 году до н. э. на престол Хань взошёл император Вэнь-ди, личным именем которого было Лю Хэн, то из-за практики табу на имена округ Хэншань был переименован в Чаншань (常山郡). Во времена царствования У-ди он в 113 году до н. э. дал внуку императора Цзин-ди титул «Чжэньдинского князя» и выделил северную часть округа Чаншань ему в удел — так появился удел Чжэньдин (真定国), просуществовавший до 37 года н.э. В эпоху Троецарствия эти места попали в состав царства Вэй, впоследствии ставшего империей Цзинь, и в эту эпоху административный центр округа Чаншань переехал в Чжэньдин.
В последующие эпохи уезд Чжэньдин не раз становился местом пребывания властей разного уровня. Во времена монгольской империи Юань был образован регион Чжэньдин (真定路), который после образовании империи Мин в 1368 году был преобразован в Чжэньдинскую управу (真定府). Во времена империи Цин Чжэньдин с 1660 по 1669 годы был столицей провинции Чжили. После того, как в 1722 году на престол взошёл Айсиньгьоро Иньчжэнь, чтобы избежать использования иероглифа, созвучного имеющемуся в личном имени императора, Чжэньдинская управа была переименована в Чжэндинскую (正定府)
После Синьхайской революции в Китае была произведена реформа структуры административного деления, в ходе которой управы были упразднены, и с 1913 года остался только уезд Чжэндин.
После Второй мировой войны эти земли стали ареной гражданской войны, и Чжэндин не раз переходил от гоминьдановцев к коммунистам и обратно.
После образования КНР в 1949 году был образован Специальный район Шицзячжуан (石家庄专区), и уезд вошёл в его состав. В марте 1960 года специальный район был объединён с городом Шицзячжуан в единый городской округ Шицзячжуан, но уже в мае 1961 года они были разделены вновь. В конце 1967 года Специальный район Шицзячжуан был переименован в Округ Шицзячжуан (石家庄地区). В 1993 году постановлением Госсовета КНР округ Шицзячжуан был преобразован в городской округ Шицзячжуан.

## Административное деление
Уезд Чжэндин делится на 2 уличных комитета, 3 посёлка и 5 волостей.

## Достопримечательности
Город знаменит четырьмя древними пагодами. Пагода Чэнлин в монастыре Линьцзи (известном с 540 года) была заложена на исходе правления Тан в память об умершем в 867 году буддийском монахе. Считается, что именно монастырь Линцзи стал прародиной чань-буддизма. Практически круглый год здесь можно наблюдать паломников из Японии. Рядом с ней высятся пагоды Сюйми и Линсяо, одна из которых строилась при Тай-цзуне, а вторая — перестраивалась около 1045 года и при династии Мин. Пагода Линсяо интересна тем, что это одна из немногих каменно-деревянных пагод — три её верхних яруса имеют деревянную конструкцию. Наконец, 4-этажная Пагода цветов (Хуа Та) обязана своей необычной пирамидальной формой династии Цзинь (XII век).
Одним из самых интересных памятников города является храм-замок Лунсин, в котором сейчас действует монастырь. Во дворе храма можно видеть множество поминальных табличек предков, представляющих собой керамические черепицы с написанными на них именами. В храме-замке можно увидеть старинные изваяния Будды из дерева и камня. Наиболее впечатляющей скульптурой является «Тысячерукая Авалокитешвары» — почитаемая в Китае под именем Гуаньинь — богиня милосердия, имеющая, впрочем только 42 руки. Высота бронзовой статуи — 21,3 метра. Она была отлита в 971 году.
Памятником архитектуры также являются южные ворота городской стены, с надвратной башней. Из первоначальных четырёх ворот по всем сторонам света, сохранились южные, северные и восточные. Северные и Восточные не реставрировались. Западные ворота снесены. Южные ворота были отреставрированы в 2001 году, а 18 февраля 2010 года во время фейерверка (в первую неделю после празднования китайского Нового года) деревянные части ворот и надвратная башня сгорели. Ущерб от пожара оценивается в миллион юаней
.
Кирпичная городская стена не пострадала. Сама по себе интересна и городская стена. Если все ворота построены из обожжённого кирпича, то пяти-шестиметровая стена в настоящее время представляет собой сцементировавшуюся насыпь из кирпича-сырца.
- Четыре пагоды Чжэндина
- Сюйми Та (636 г., династия Тан)
- Линсяо Та (первоначальное здание — 762-779 гг., династия Тан; современное — 1045 г., династия Сун)
- Хуа Та (первоначальное здание — династия Тан; современное — Цзинь)
- Чэнлин Та (первоначальное здание — династия Восточная Вэй, 540 г.; современное — 1161-1189 гг., династия Цзинь)